# Jalpan de Serra
Jalpan de Serra ist eine Stadt mit etwa 11.000 Einwohnern im Norden des mexikanischen Bundesstaats Querétaro. Wegen ihres historischen Stadtzentrums zählt sie zu den Pueblos Mágicos.
Jalpan de Serra ist Verwaltungssitz des gleichnamigen Municipio Jalpan de Serra mit 150 Dörfern und Weilern mit insgesamt etwa 25.000 Einwohnern. Die Franziskanermissionen in der Sierra Gorda, darunter die Misión de Santiago de Jalpan, wurden wegen ihrer historisch-kulturellen Bedeutung im Jahr 2003 von der UNESCO als Weltkulturerbe anerkannt.

## Lage
Jalpan liegt in einem Tal der Sierra Gorda im zentralen Hochland Mexikos in einer Höhe von ca. 740 bis 780 m ü. d. M. Santiago de Querétaro, die Hauptstadt des Bundesstaats, befindet sich ca. 190 km südwestlich; die zum Teil sehenswerten Orte der Nachbargemeinde Landa de Matamoros befinden sich nur etwa 25 km östlich. Das Klima ist gemäßigt und für mexikanische Verhältnisse durchaus regenreich.

## Bevölkerung und Wirtschaft
Nur noch ein kleiner Teil der zumeist den Pame-Indios angehörigen Einwohner der Gemeinde spricht die regionale Sprache; auch Nahuatl, die Sprache der aztekischen Eroberer ist selten geworden; Umgangssprache ist meist Spanisch. In den Dörfern der Gemeinde werden Mais, Weizen, Bohnen und Gemüse angebaut; außerdem gibt es zahlreiche Obstbäume. In der Stadt sind mehrere kleine Handwerksbetriebe und Geschäfte entstanden; in den Außenbezirken haben sich auch kleinere Industriebetriebe der Möbelproduktion angesiedelt.

## Geschichte
Vielleicht schon im 2. oder 3. Jahrhundert n. Chr. erbauten die Huasteken auf dem Gebiet der heutigen Gemeinde den Zeremonialplatz Tancama, der um das Jahr 900 aufgegeben wurde. In vorspanischer Zeit war die Sierra Gorda von Nahuatl sprechenden Pame-Indianern bewohnt; diese lebten noch teilweise nomadisch und hinterließen keine Steinbauten. Im 15. Jahrhundert eroberten die Azteken die Region, beherrschten sie jedoch nur unvollständig. Nach der Eroberung des Aztekenreichs (1519–1521) durch Hernán Cortés übernahm der Augustinerorden die Aufgabe der Missionierung, doch durch einen Erlass des Vizekönigs Luis de Velasco y Castilla aus dem Jahr 1609 wurde diese Aufgabe dem Franziskanerorden übertragen, dessen Erfolge jedoch zunächst noch gering blieben. Es war vor allem der Franziskaner Junípero Serra, der in den 50er und 60er Jahren des 18. Jahrhunderts mit großem Eifer den Bau von Missionsstationen vorantrieb. Die Stadtrechte hatte Jalpan bereits im Jahr 1744 erhalten.

## Sehenswürdigkeiten

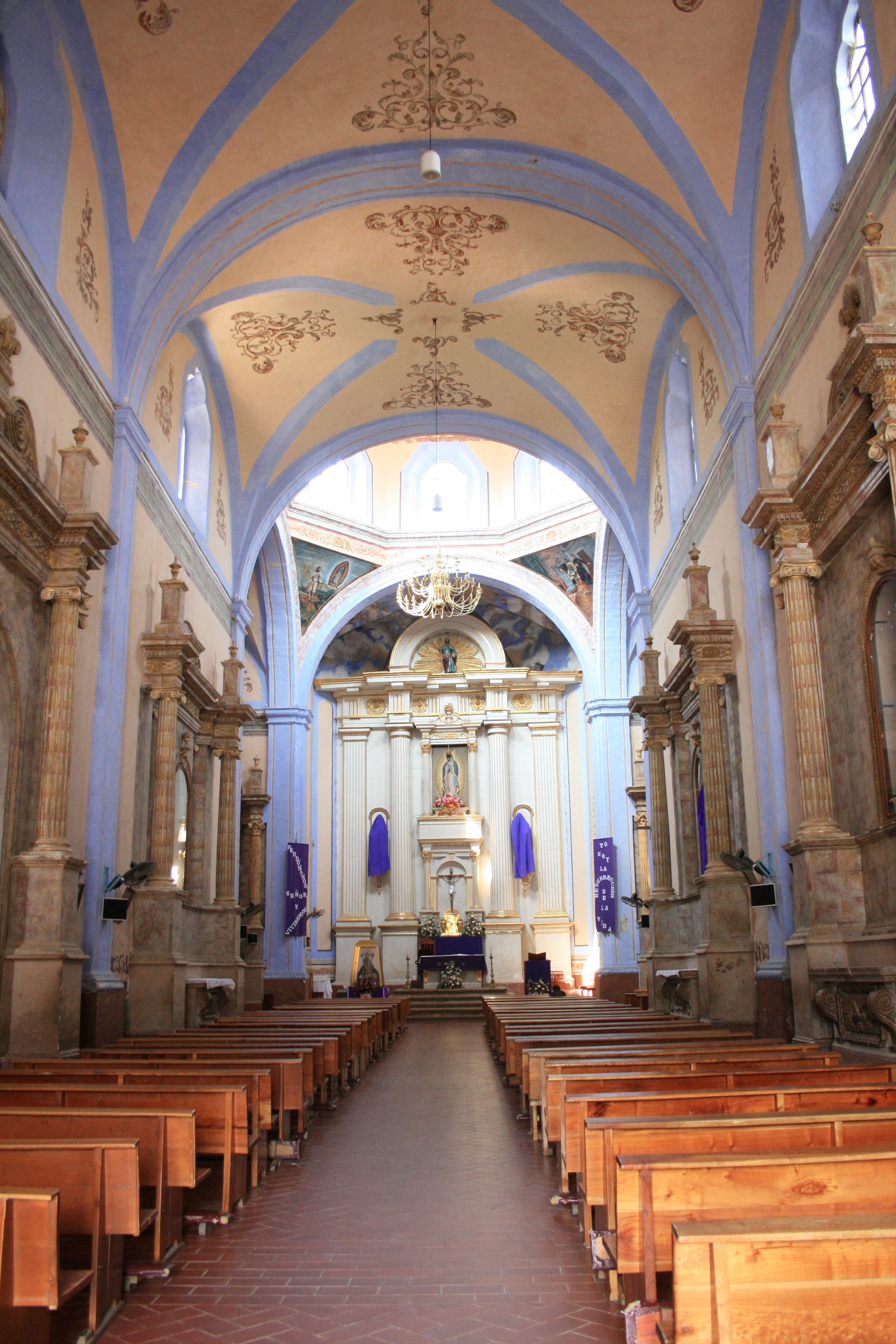
Kirchenschiff

- Die Pfarrkirche (Parroquía de Santiago Apóstol), ein eindrucksvoller Bau aus der Mitte des 18. Jahrhunderts. Der Klosterhof ist von einem Mauergeviert umschlossen. Wie nahezu alle Missionskirchen, verfügt der Bau nur über einen Glockenturm auf der Nordseite, dessen Untergeschoss nahezu schmucklos gehalten ist, wohingegen die Ecken der beiden oktogonalen Glockengeschosse mit gedrehten Säulen versehen sind. Die eigentliche Fassade ist durch Gesimse in drei oder vier Ebenen unterteilt; die Seiten sind durch jeweils zwei Reihen von Pilastern im churrigueresken Stil geschmückt, zwischen denen sich Nischen mit Heiligenfiguren befinden. Das Giebelfeld schließt mit Lambrequinbögen. Das Bogenfeld über dem Portal zeigt zwei gekreuzte Arme, deren Hände an ein Kreuz genagelt sind; eine Arm ist mit einer Kutte bekleidet, der andere ist dagegen nackt und von Geschwüren übersät – ein Motiv, das an den meisten anderen Missionskirchen der Sierra Gorda wiederkehrt. Das Kircheninnere ist einschiffig; an den Seitenwänden stehen mehrere steinerne Altäre. Die Vierung wird von einer auf einem durchfensterten oktogonalen Tambour ruhenden Kuppel geschlossen; die Rückseite der Apsis schließt mit einer flachen Mauer. Der jetzige Hauptaltar scheint nachträglich im späten 19. oder frühen 20. Jahrhundert eingebaut worden zu sein. Seitlich der Kirche befindet sich eine doppelbogige Capilla abierta. Inmitten des Vorplatzes steht ein schmiedeeisernes Kreuz auf einem abgetreppten Unterbau.

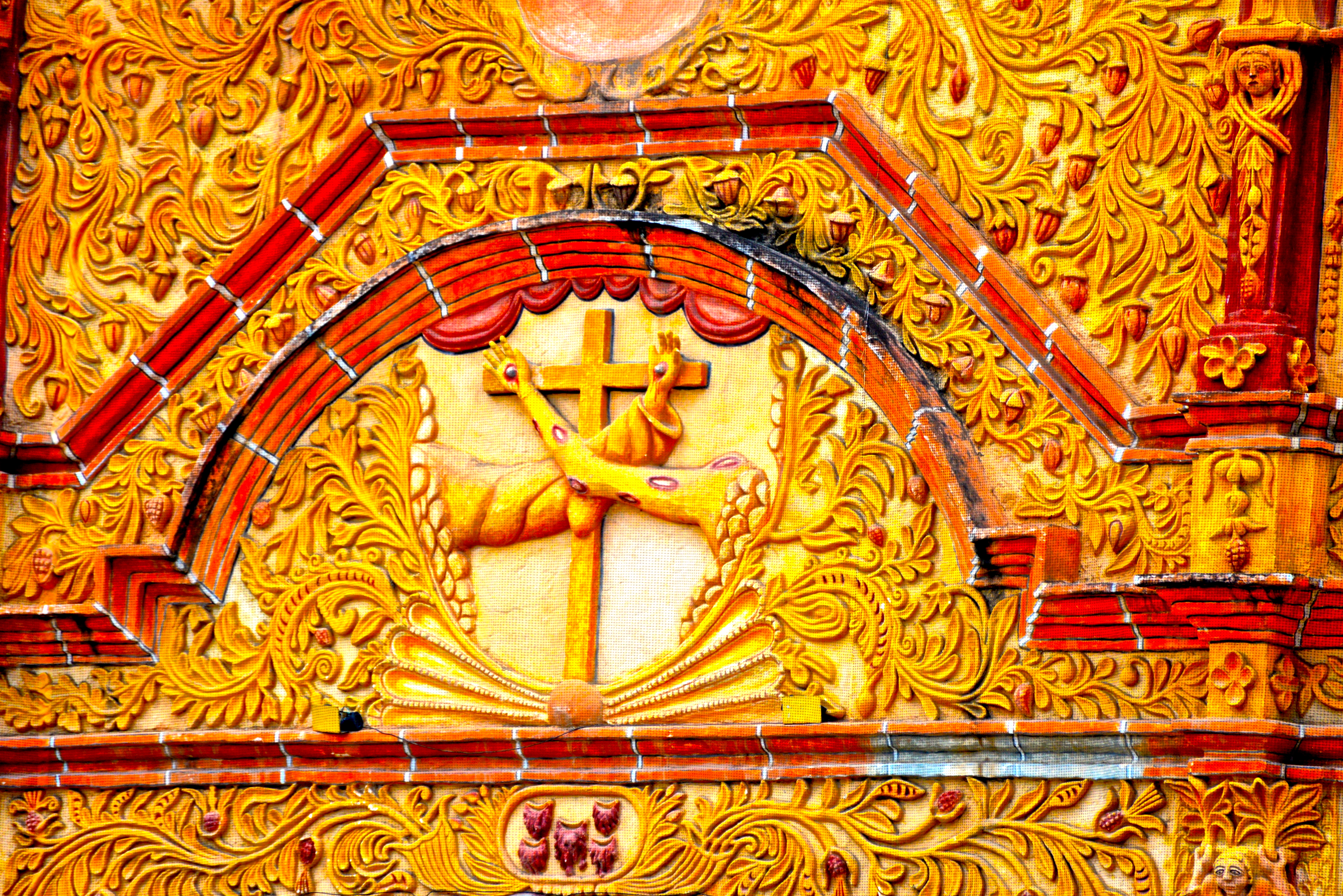
Detail der Fassade
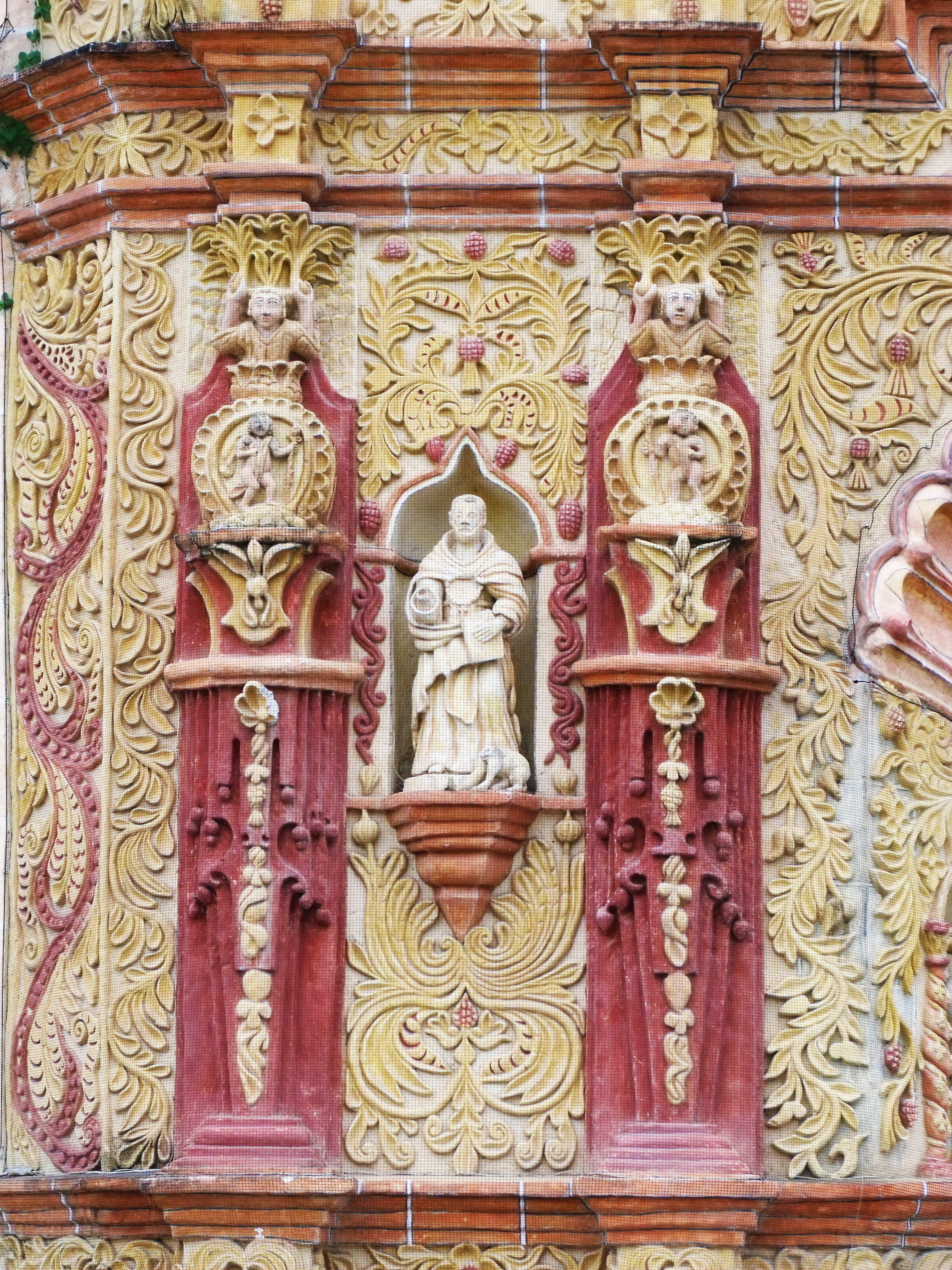
dto.
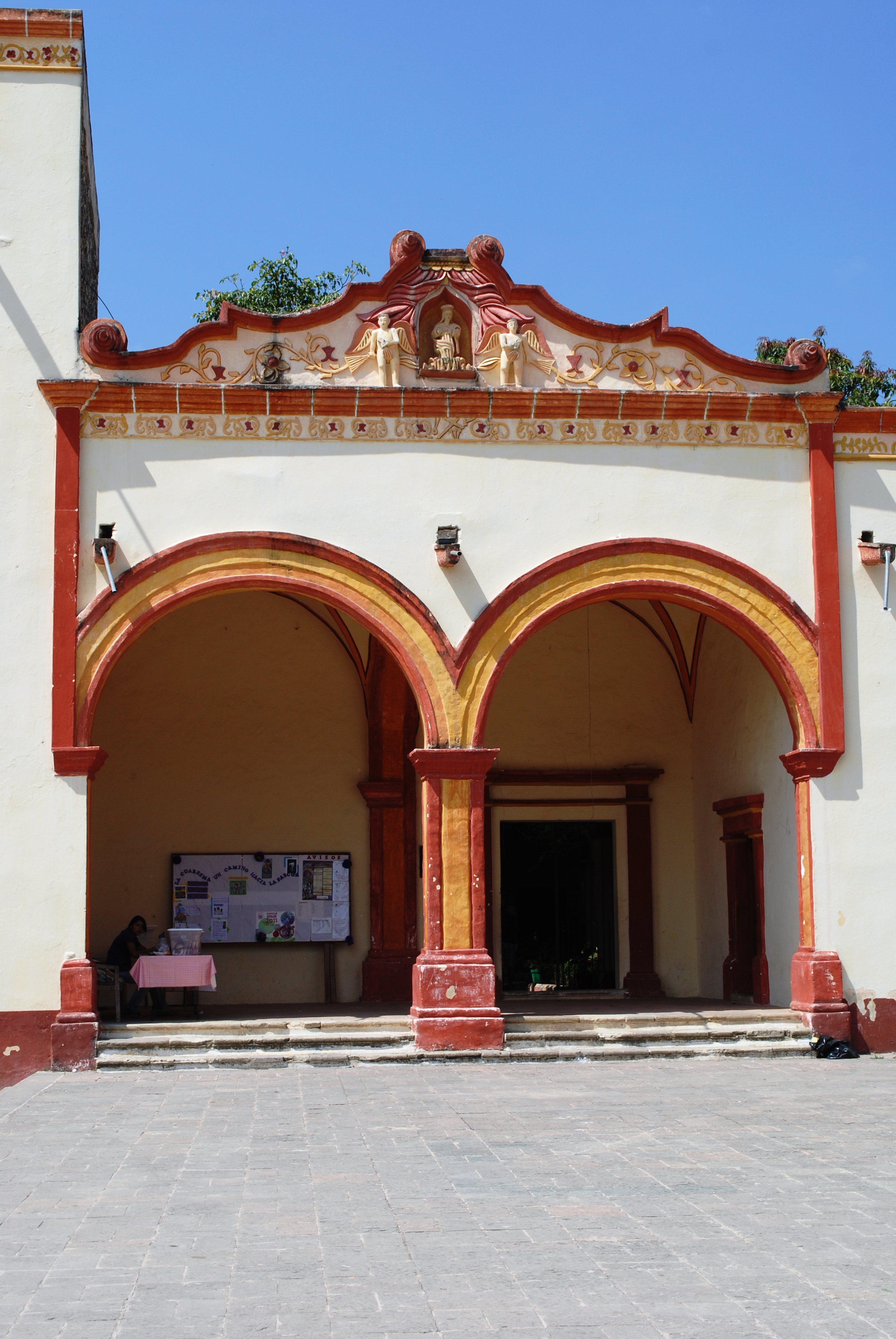
Capilla abierta

- Das in einem ehemaligen Militärgebäude untergebrachte Museo Histórico de la Sierra Gorda zeigt Arbeitsgeräte, Flechtkörbe, Keramiken und Masken der Gegend, aber auch Kanonenkugeln. Fotos und Schautafeln vervollständigen das Bild.

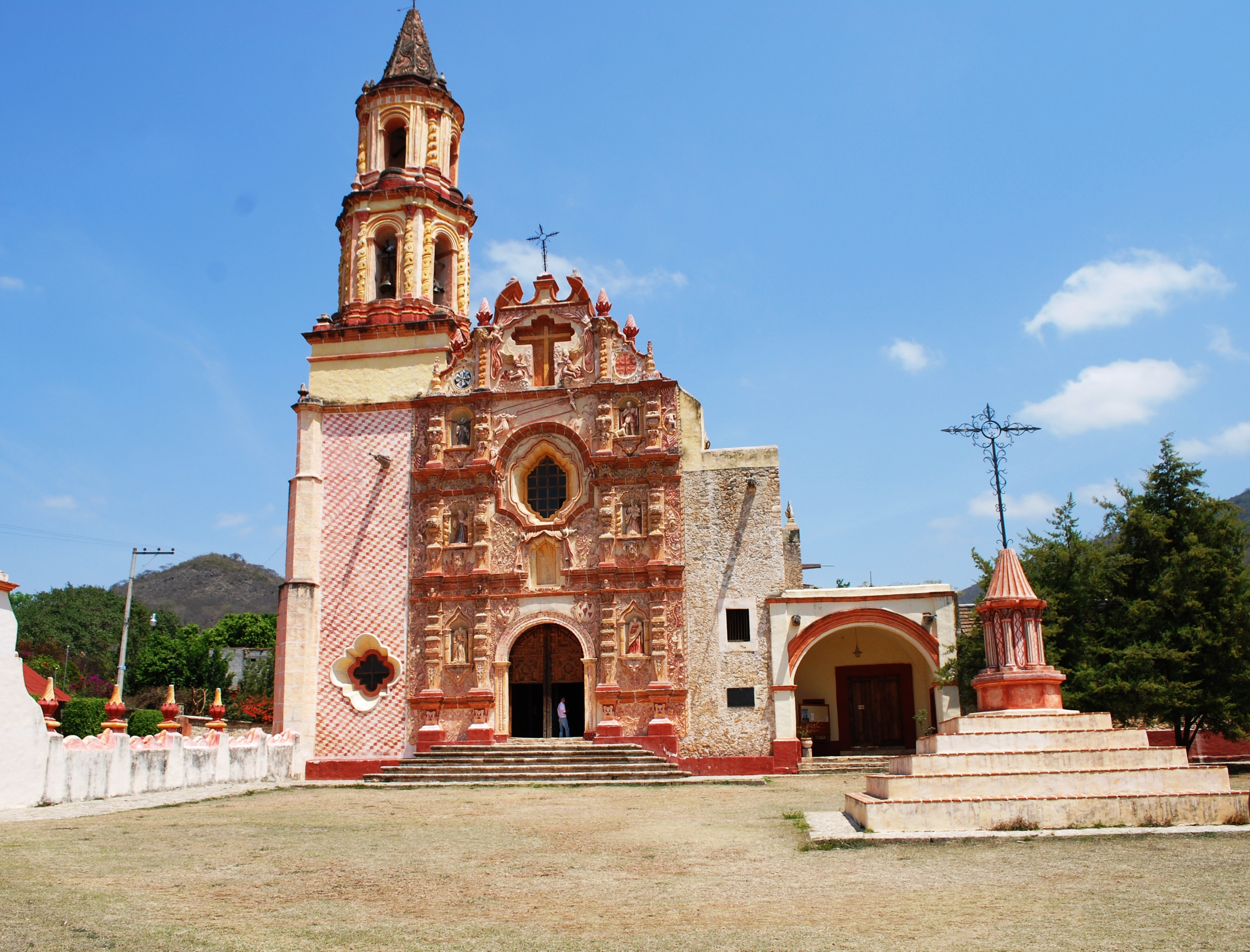
Tancoyol – Misión de Nuestra Señora de la Luz de Tancoyol

Umgebung
- Ca. 1 km südlich von Jalpan befindet sich ein Stausee (Presa Jalpan), der von den Einheimischen aber auch von Zugvögeln gerne genutzt wird.
- Die etwa 10 km südöstlich gelegene – nur zum Teil ausgegrabene und restaurierte – archäologische Stätte von Tancama wird den Huasteken zugerechnet und war in der Zeit zwischen 200 und 900 bewohnt. Sie umfasst über 40, maximal ca. 5 bis 6 m hohe, von Steinen bedeckte Plattformen sowie eine ca. 15 m hohe Tempelpyramide.
- Die ebenfalls im 18. Jahrhundert erbaute Fassade der ca. 57 km nordöstlich gelegenen Kirche der Misión de Nuestra Señora de la Luz de Tancoyol (21° 23′ 58″ N, 99° 19′ 52″ W) ist ein weiteres architektonisches Schmuckstück der Region. Der 3- oder 4-geschossige Mittelteil der Fassade ist durch jeweils doppelte seitliche Pilasterreihen im churrigueresken Stil gegliedert; in den dazwischen liegenden Nischen stehen Heiligenfiguren. Zu beiden Seiten des gesprengten Giebels befinden sich eigenartig geformte Blüten. Auch die beiden oberen Geschosse des linksseitigen Glockenturms zeigen üppige Dekormotive. Zu beiden Seiten des Kirchenschiffs befinden sich mehrere Schnitzaltäre. Seitlich der Kirche befindet sich eine einbogige Capilla abierta, davor befindet sich ein schmiedeeisernes Kreuz auf einem durch kleine Säulchen gegliederten Sockel.